# Zdzisław (Podmokle Wielkie)
Zdzisław – przysiółek wsi Podmokle Wielkie w Polsce, położony w województwie lubuskim, w powiecie zielonogórskim, w gminie Babimost.
W latach 1975–1998 przysiółek administracyjnie należał do województwa zielonogórskiego.